# Rudki (gromada w powiecie kieleckim)
Rudki – dawna gromada, czyli najmniejsza jednostka podziału terytorialnego Polskiej Rzeczypospolitej Ludowej w latach 1954–1972.
Gromady, z gromadzkimi radami narodowymi (GRN) jako organami władzy najniższego stopnia na wsi, funkcjonowały od reformy reorganizującej administrację wiejską przeprowadzonej jesienią 1954 do momentu ich zniesienia z dniem 1 stycznia 1973, tym samym wypierając organizację gminną w latach 1954–1972.
Gromadę Rudki z siedzibą GRN w Rudkach (obecnie w obrębie Kielc) utworzono – jako jedną z 8759 gromad na obszarze Polski – w powiecie kieleckim w woj. kieleckim, na mocy uchwały nr 13c/54 WRN w Kielcach z dnia 29 września 1954. W skład jednostki weszły obszary dotychczasowych gromad Rudki-osiedle robotnicze, Sosnówka i Serwis ze zniesionej gminy Słupia Nowa w powiecie kieleckim, ponadto wieś Bostów i przysiółek Cegielnia z dotychczasowej gromady Bostów ze zniesionej gminy Rzepin w powiecie iłżeckim, kolonia Cząstków Las i część kolonii Cząstków Towarzystwo z dotychczasowej gromady Cząstków ze zniesionej gminy Grzegorzowice w powiecie opatowskim oraz lasy Świętokrzyskiego Parku Narodowego, oddziały Nr Nr 1–7 i A1–A5. Dla gromady ustalono 19 członków gromadzkiej rady narodowej.
31 grudnia 1961 do gromady Rudki przyłączono obszar zniesionej gromady Cząstków, tego samego dnia przyłączonej do powiatu kieleckiego z powiatu opatowskiego w tymże województwie.
Gromada przetrwała do końca 1972 roku, czyli do kolejnej reformy gminnej.